# Alirio Amundaray
Alirio Luis Amundaray Hamilton (Caripe, Venezuela, 28 de abril de 1955) es un político venezolano.

## Actividad profesional
Fue docente de varios institutos educativos en Caripe, San Antonio de Capayacuar y el Rincón. Ocupó los puestos de Presidente de la Federación Venezolana de Maestros, Seccional Caripe y Delegado Sindical de la Federación Venezolana de Maestros del Estado Monagas. Entre el 2003 y el  2004 fue Asistente del Jefe de Personal de la Zona Educativa del Estado Monagas. 

## Actividad política
Fue activista político del MVR desde 1998 hasta la fundación del Partido Socialista Unido de Venezuela.
En el MVR tuvo los cargos de Secretario Permanente de la Dirección Regional (2001 – 2003), Miembro de la Directiva Municipal en Caripe y Coordinador Electoral Municipal en Caripe.
Es electo Alcalde del Municipio Caripe en el 2004 y reelecto en el 2008. Anteriormente había sido Secretario de la Junta Electoral Municipal del Consejo Nacional Electoral de ese lugar. 

## Fuente
- Biografía oficial de Alirio Amundaray

| Predecesor: Hermes Torrivilla | Alcalde del Municipio Caripe 2004–2008; 2008–2012 | Sucesor: Angel Rodriguez |

- Datos: Q5669005